# Compan
Compan (auch kumpan, moderne Schreibweise Kompan) war eine Bezeichnung für Adjutanten im Deutschen Orden und stellvertretende Bürgermeister in einigen Städten des Mittelalters.

## Wortherkunft
Das Wort leitete sich vom lateinischen companio für Genosse (von compaginare, sich zusammenschließen) ab.
Daraus entwickelte sich auch das französische compagnon.
Im Deutschen bedeutete es dann meist Begleiter oder Geselle.

## Deutscher Orden
Im Deutschen Orden war ein compan ein Gehilfe (auch Kammerherr) eines Pflegers, Komturs oder Hochmeisters. Seine Aufgaben sind nicht ganz genau bekannt, sie betrafen aber auch exekutive Bereiche. Compan wurden zumeist jüngere Ritter des Ordens, die durch diese Tätigkeit an weiterführende administrative Aufgaben herangeführt werden sollten.
Es gab auch Unter-Compane.
Bekannte Compane waren die späteren Hochmeister:
- Winrich von Kniprode
- Ulrich von Jungingen
- Ludwig von Erlichshausen
- Martin Truchsess von Wetzhausen

## Bürgermeister
In den preußischen Städten Königsberg, Kneiphof und Löbenicht war der Compan der Stellvertreter des Bürgermeisters (Vizebürgermeister). In Urkundentexten wurde er nach dem Bürgermeister und vor den übrigen Ratsherren genannt. In Reval (Tallinn) hieß er auch Mit-Compan.
In einigen obersächsischen Städten wie Leipzig und Lommatzsch gab es Kumpane im Stadtrat.